# Canterbury West
Canterbury West – jedna z dwóch stacji kolejowych obsługujących Canterbury, w hrabstwie Kent, w Anglii, w Wielkiej Brytanii. Znajduje się na północny zachód od centrum miasta. Obsługuje ok. 1 793 700 pasażerów rocznie (dane za rok 2021/2022). Jest obsługiwana przez Southeastern.
Stacja i linia została wybudowana przez South Eastern Railway.

## Połączenia
- 1png (pociąg na godzinę) do London St Pancras
- 2png do London Charing Cross, przez Ashford i Sevenoaks
- 2png do Ramsgate, jeden do Margate